# Veselí nad Moravou
Veselí nad Moravou é uma cidade checa localizada na região de Morávia do Sul, distrito de Hodonín‎.